# Осівці (Чортківський район)

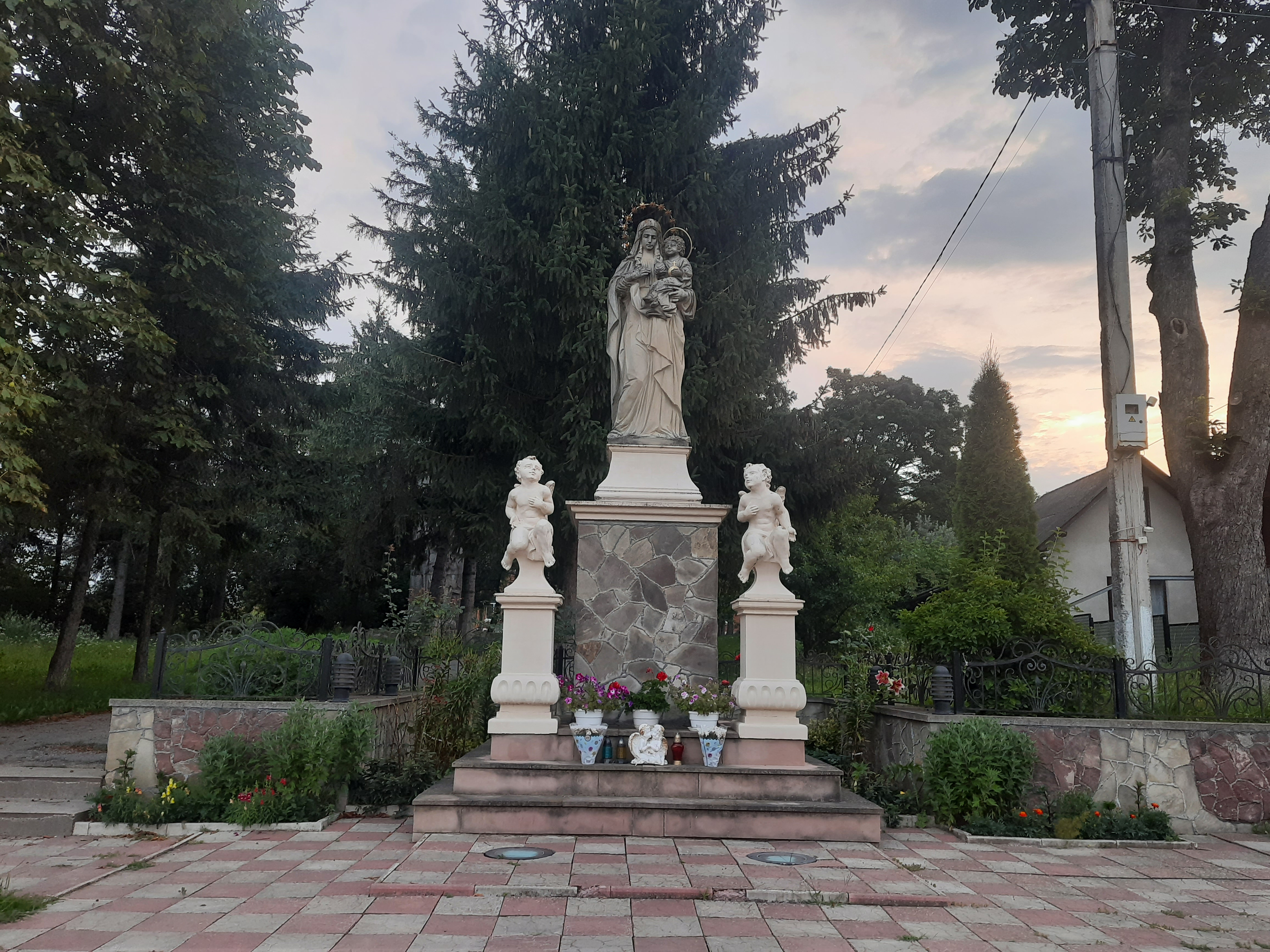
Статуя Божої Матері

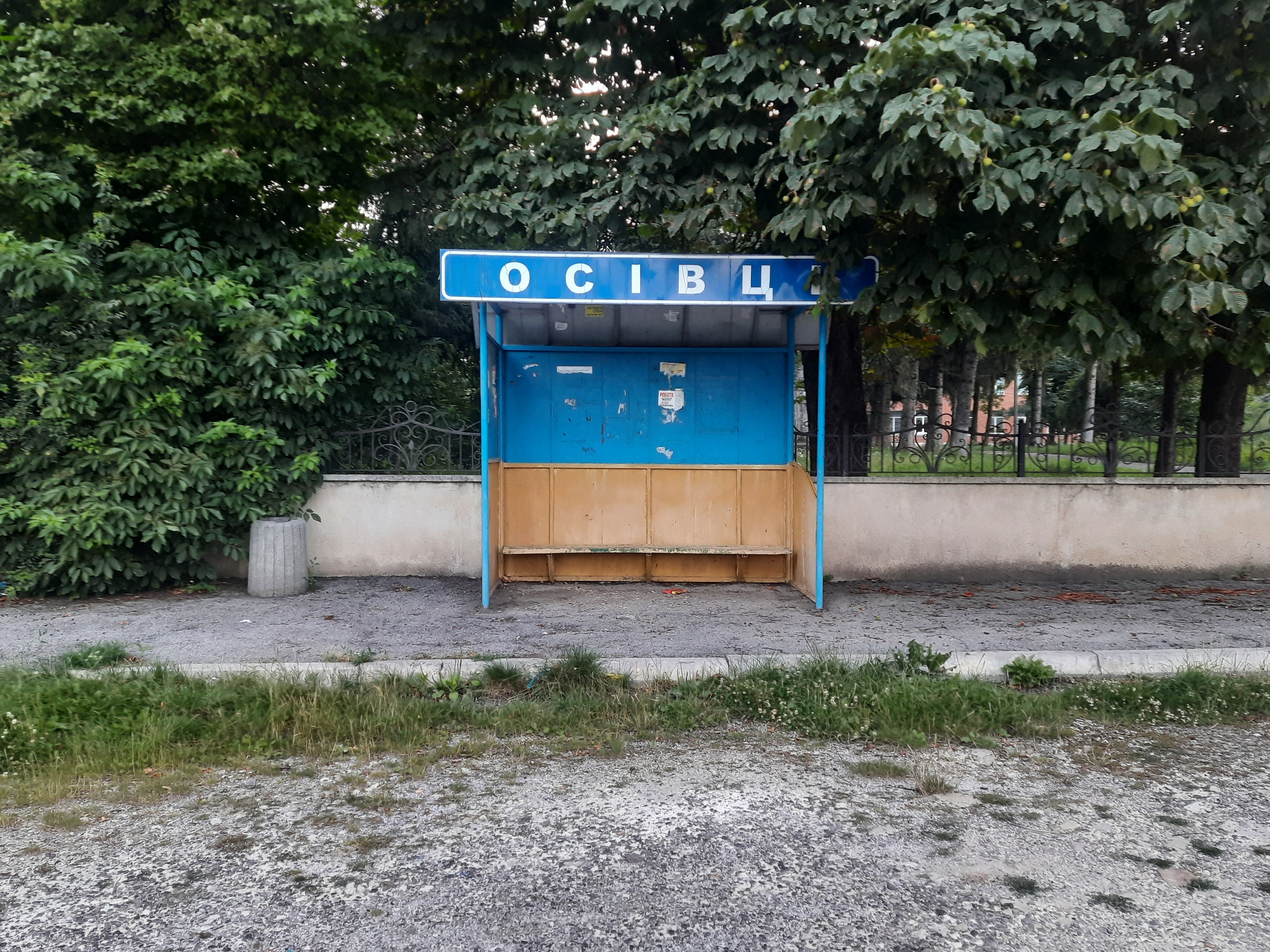
Автобусна зупинка

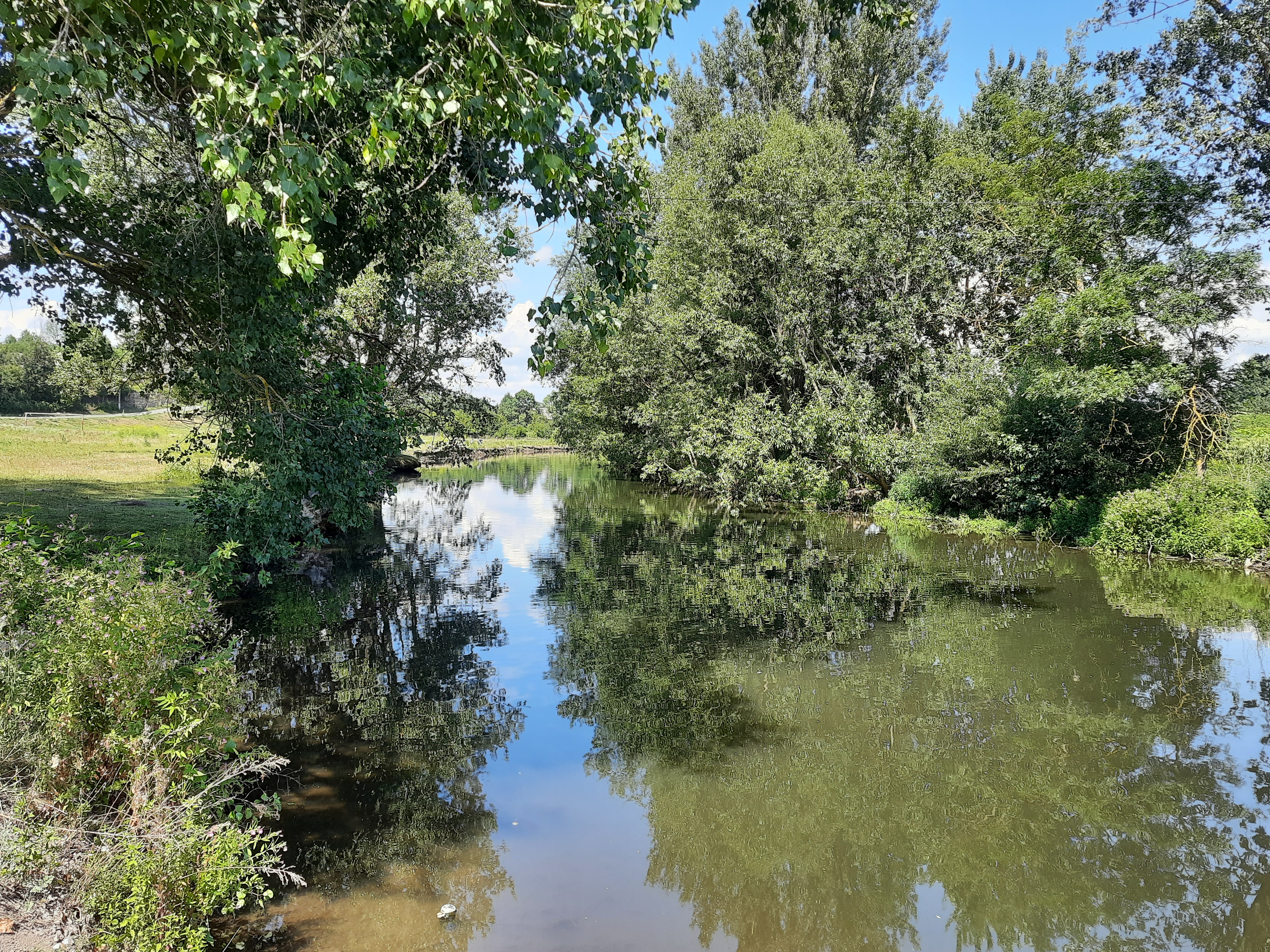
Річка Стрипа біля села

Осівці́ — село в Україні, у Бучацькій міській громаді Чортківського району Тернопільської області.
Адміністративний центр колишньої сільради. Розташоване на лівому березі р. Стрипа. Населення — 1018 осіб (2001).

## Історія

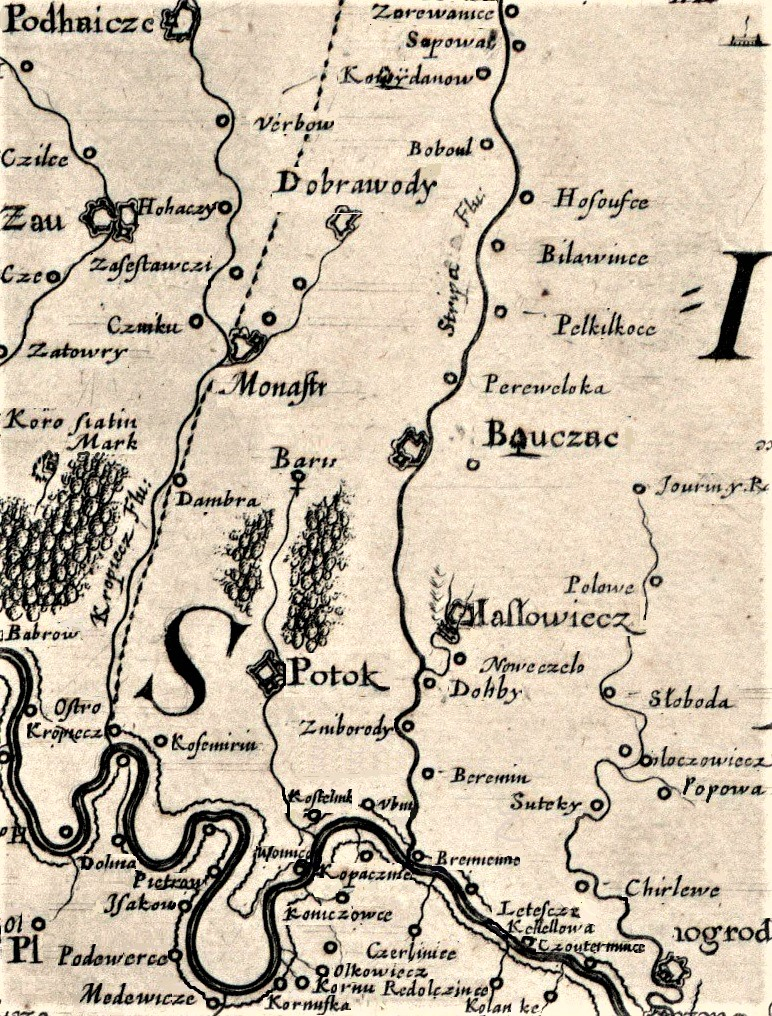
Осівці на фрагменті спеціальної мапи України Боплана, 1650

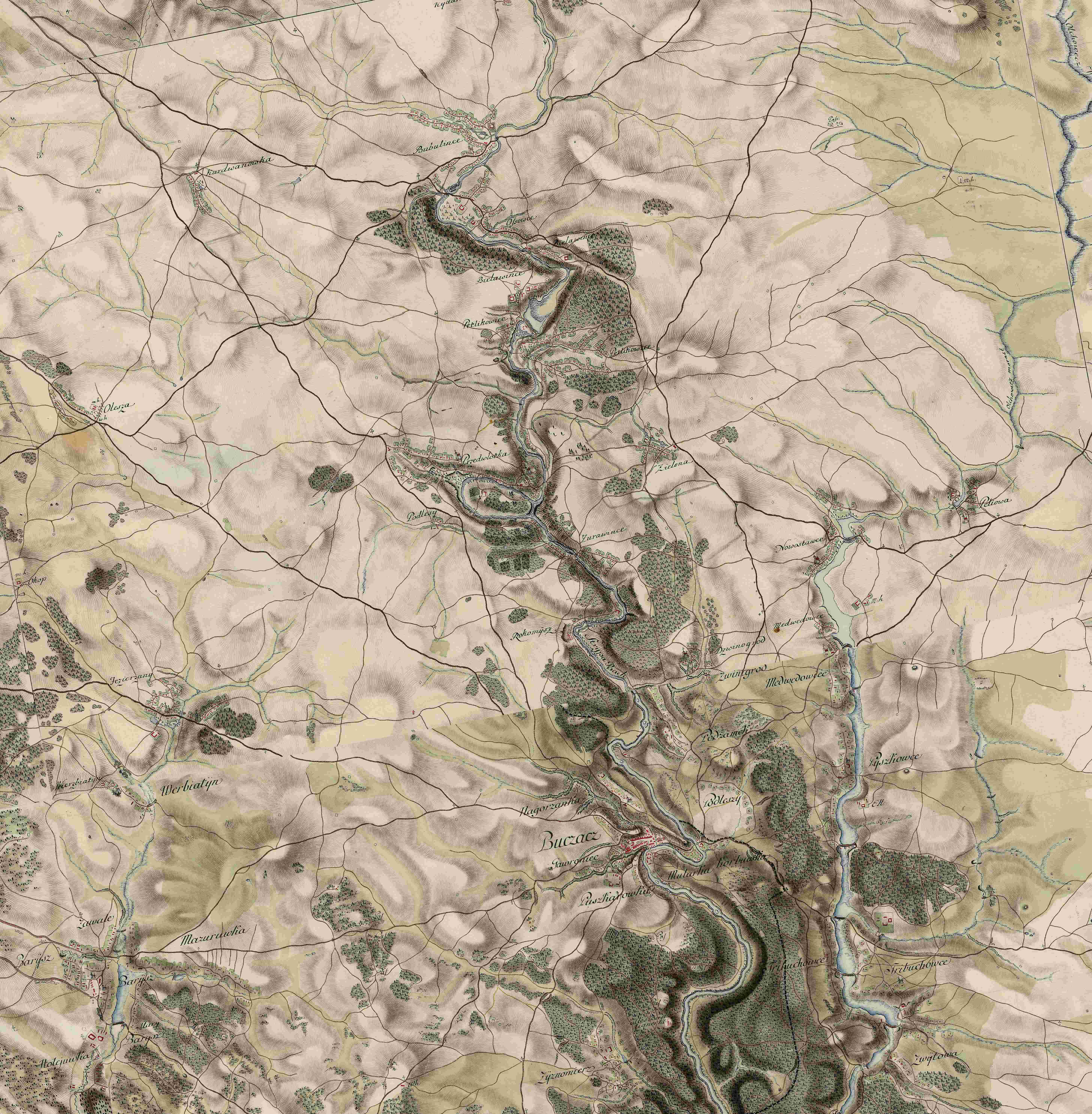
Осівці на мапі фон Міґа, XVIII ст.

Поблизу села виявлено археологічні пам'ятки черняхівської культури.
Згадується 29 лютого 1440 року в книгах галицького суду.
Діяли «Просвіта», «Сокіл», «Луг», «Хліборобський Вишкіл Молоді» та інші товариства, кооператива.
10-12 жовтня 1930 було «зпацифіковано» кооперативу в селі.
1942 року внаслідок пожежі згоріла половина сільських будівель.
12 червня 2020 року, відповідно до розпорядження Кабінету Міністрів України № 724-р «Про визначення адміністративних центрів та затвердження територій територіальних громад Тернопільської області» увійшло до складу Бучацької міської громади.
19 липня 2020 року, в результаті адміністративно-територіальної реформи та ліквідації Бучацького району, увійшло до складу новоутвореного Чортківського району.
З 11 грудня 2020 р. належить до Бучацької міської громади.

## Політика

### Парламентські вибори, 2019
На позачергових парламентських виборах 2019 року у селі функціонувала окрема виборча дільниця № 610172, розташована у приміщенні клубу.
Результати
- зареєстровано 673 виборці, явка 68,80%, найбільше голосів віддано за «Слугу народу» — 25,32%, за «Європейську Солідарність» — 15,15%, за Всеукраїнське об'єднання «Батьківщина» — 12,77%.[6] В одномандатному окрузі найбільше голосів отримав Микола Люшняк (самовисування) — 48,92%, за Ігоря Сопеля (Слуга народу) — 17,53%, за Степана Брацюня (Конгрес українських націоналістів) — 11,47%[7].

## Населення
Згідно з переписом УРСР 1989 року чисельність наявного населення села становила 1120 осіб, з яких 516 чоловіків та 604 жінки.
Згідно з переписом населення України 2001 року в селі мешкало 1017 осіб. 100 % населення вказало своєю рідною мовою українську мову.

## Соціальна сфера
Працюють загальноосвітня школа 1 — 3 ступенів, клуб, бібліотека, ФАП, відділення зв'язку, аптека, 4 продовольчі магазини, та 1 — промислових товарів, на стадії будівництва знаходиться тваринницька ферма агрофірми «Бучачагрохлібпром».

## Пам'ятки
- Церква Святителя Миколая Чудотворця (1927, мурована, ПЦУ),
- церква святого Миколая (1991, перебудована з костелу, УГКЦ),
- 4 каплички.

Споруджено:
- пам'ятник на могилі[d] уродженця Казані лейтенанта РА В. Ковалевича (1959) — розташований на березі річки Стрипа, де загинув під час бою з нацистами за оволодіння мостом. Пам'ятник — пірамідальний обеліск, угорі якого барельєфне зображення зірки. На обеліску фотографія і напис[11]
- пам'ятник воїнам-односельцям[d], полеглим у німецько-радянській війні (1967 р.)
- 4 пам'ятні хрести (для охорони села від стихійних лих, 2 — на честь полеглих вояків УПА),
- насипана символічна могила УСС (1992 р.)
- у 2010 році освячено статую Зарваницької Матері Божої.

## Відомі люди

### Народилися
- Емілія Амвросіївна Стернюк (при народженні Крушельницька) — українська фольклористка, донька отця, сестра Антіна, Соломії, Ганни Крушельницьких
- Косович Іван-Олександр Петрович — священник УГКЦ, капелан УГА.
- архітектор Богдан Смертюк
- поет, культуролог Богдан Чепурко
- публіцист, редактор, громадський діяч Петро Рогатинський
- польський вчитель Юліан Зубчевський[pl] (1855–1924);

У селі служив парохом о. Амвросій Крушельницький.